# Europska nizina
Europska nizina je europsko nizinsko područje te jedna od četiri glavne topografske jedinice Europe. 
Proteže se od Pireneja i francuske obale u Biskajskom zaljevu na zapadu do ruskog Urala na istoku. Okružena je na zapadu i sjeverozapadu vodama Atlantskoga bazena, na sjeveroistoku arktičkim vodama, a na jugoistoku mediteranskim bazenom. Na jugu srednjoeuropske ravnice protežu se središnje visoravni Europe i izdižu vrhovi Alpa i Karpata. Na sjeverozapadu preko Engleskog kanala leže Britanski otoci, dok preko nekoliko tjesnaca sjeverno od poluotoka Jutlanda leži Skandinavski poluotok.
Većina nizine leži u biomu širokolisnih i mješovitih šuma umjerenih predjela, dok istočni dio prelazi u euroazijsku stepu.
Ponekad se dijeli na Pribaltičku i Istočnoeuropsku nizinu. Podjela je povijesna, a ne geomorfološka. Ruski dio istočnoeuropske nizine također je poznat kao ruska nizina, koja pokriva gotovo u potpunosti europski dio Ruske Federacije (Europska Rusija).
U zapadnoj Europi, europska nizina je relativno uska (uglavnom unutar 300 kilometara), ali se značajno proširuje prema svom istočnom dijelu u zapadnoj Rusiji. 